# 全国中等学校優勝野球甲神静大会
全国中等学校優勝野球甲神静大会（ぜんこくちゅうとうがっこうゆうしょうやきゅうこうしんせいたいかい）は、1931年の第17回大会から1935年の第21回大会まで行われていた全国中等学校優勝野球大会の山梨県・神奈川県・静岡県を対象とした地方大会である。

## 概要
1930年（第16回大会）まで甲信越大会に参加していた山梨県が神静大会に合流する形で再編成され、1931年（第17回大会）から開始された。1936年（第22回大会）に区割り変更で神奈川県が南関東大会に加わったため、残った山梨県と静岡県で山静大会を編成することとなった。

## 大会結果
| 年度                 | 参加県             | 大会方式                                | 代表校（出場回数）         | 決勝スコア        | 準優勝校 | 全国大会      |
| -------------------- | ------------------ | --------------------------------------- | -------------------------- | ----------------- | -------- | ------------- |
| 1931年（第17回大会） | 山梨・神奈川・静岡 | 8校出場 （山梨2校・神奈川4校・静岡2校） | 神奈川商工（3年ぶり2回目） | 2×-1 （延長10回） | 静岡中   | 2回戦（初戦） |
| 1932年（第18回大会） | 山梨・神奈川・静岡 | 8校出場 （山梨2校・神奈川2校・静岡4校） | 静岡中（2年ぶり7回目）     | 6-0               | 島田商   | 2回戦（初戦） |
| 1933年（第19回大会） | 山梨・神奈川・静岡 | 8校出場 （山梨2校・神奈川4校・静岡2校） | 横浜商（10年ぶり2回目）    | 4-1               | 浅野中   | ベスト8       |
| 1934年（第20回大会） | 山梨・神奈川・静岡 | 8校出場 （山梨2校・神奈川2校・静岡4校） | 島田商（初出場）           | 18-0              | 静岡商   | 1回戦         |
| 1935年（第21回大会） | 山梨・神奈川・静岡 | 8校出場 （山梨4校・神奈川2校・静岡2校） | 甲府中（初出場）           | 5-4               | 神奈川工 | 2回戦         |